# سبک (فیلم ۲۰۰۴)
«سبک» (برمه‌ای: စတိုင်) فیلمی در ژانر کمدی رمانتیک است که در سال ۲۰۰۴ منتشر شد.